# Мансур-хан
Мансур-хан (1482/1484—1543) — хан Могулістану в 1508—1543 роках.

## Життєпис
Старший син Ахмед-Алака, хана Східного Могулістану. Народився між 1482 та 1484 роками. У 1501 році, відправляючись у похід проти Мухаммеда Шейбані, батько призначив Мансур-хана намісником усіх своїх володінь. У 1503 році після смерті батька стає новим ханом. Водночас стикнувся з амбіціями своїх братів Султан Саїд-хана і Султан-Халіля, які отримали володіння у Семиріччі. У 1504 році стає фактичним правителем Західного Могулістану. Але того ж року проти нього повстали дуглати на чолі з Мурзою Абу-бакром, які захопили міста Аксу, Кучу і Бай, які сильно пограбували.
У 1508 році після загибелі стрийка Махмуд-хана зумів об'єднати Могулістан. Того ж року проти нього повстали брати Султан-Саїд-хан і Султан-Халіля. У вирішальній битві між річками Чарун і Чалак Мансур-хан завдав братам поразки. В результаті Султан-Халіл втік до Андижану, де був убитий місцевим хакімом, а Султан-Саїд-хан до Кабулу. Не довіряючи киргизам, прихильникам останнього, Мансур-хан пересилив значну їх частину до Турфану і Карашару. Тих, хто чинив спротив було знищено.
1513 році вступив у боротьбу за оазу Хамі, неподалік від Турфану. Завдяки перемогу на бік Мансу-хана місцевого еміра, який відмовився від китайської залежності. Його суперниками були ойрати та династія Мін. У 1514 році знову стикнувся з повстанням брата Султан-Саїд-хана, який дістав підтримку дуглатів й бадахшанців. До 1516 року Мансур-хан втратив Кашгар, Яркенд і Манглай-субе. 1516 році Мансур-хан зміг отримати визнання себе верховним ханом Могулістану, але суто номінально. В свою чергу Мансур-хан визнав Султан-Саїд-хана володарем держави Мамлакат-і Моголійє (відома як Могулія). Все це дозволило зосередитися на боротьбі з Китаєм.війська Мансур-хана захопили місто Дуньхуан і прохід Цзяю в Ганьсу. У 1517 році спільно з Даян-ханом. каганом Монголії, з двох боків атакував володіння Мін, але був відбитий.
У 1522 році розпочав війну проти Тахір-хана, яка тривала до 1526 року. Внаслідок цього Казахське ханство захопило у Могулістану усе Семиріччя. У 1524 році Мансур-хан в межах Китаю зазнав поразки й відступив до Турфану. У 1528 році домігся визнання з боку Мін своєї влади над Хамі. У 1530 році завдав нищівної поразки ойратам, захопивши зрештою оазу Хамі. Слідом за цим вирішив взяти реванш у казахів, але в місцевості Аришон зазнав нищівної поразки.
У 1533 році скориставшись смертю султан-Саїд-хана рушив проти його сина Абд-ар-Рашида I. Втім спроби захопити Аксу і Кашгар виявилися невдалими. Спроби у 1534 і 1535 роках також виявилися невдалими. Внаслідок цього центральна частину Могулістану була втрачена.
У 1542 році призначив спадкоємцем сина Шах-хана, до якого перейшла фактична влада. Помер у 1543 році.